# المطلع (دوعن)

'

تعديل مصدري - تعديل

المطلع هي إحدى قرى عزلة صيف بمديرية دوعن التابعة لمحافظة حضرموت، بلغ تعداد سكانها 413 نسمة حسب تعداد اليمن لعام 2004.